# ضريح أغا الشيخ هادي نجم أبادي
ضريح أغا الشيخ هادي نجم‌ أبادي (بالفارسية: آرامگاه آقا شیخ هادی نجم‌آبادی) هو ضريح تاريخي يعود إلى القاجاريون، ويقع في طهران.